# José Elo
José Elo Ayeto (Alcorcón, Madrid, 21 de octubre de 2000) es un futbolista hispano-ecuatoguineano que juega como defensa para el F. C. Politehnica Iași de la Liga II y la selección de Guinea Ecuatorial.

## Primeros años
Elo nació en Alcorcón. Es afroespañol, de padres ecuatoguineanos.

## Trayectoria
En 2020, firmó por el Villanueva CF de la Tercera División de España y durante la segunda parte de la temporada 2020-21, fue cedido al ED Moratalaz B.
En la temporada 2021-22, firmó por el Club de Fútbol Fuenlabrada Promesas Madrid 2021 de la Tercera División de España.
El 17 de julio de 2022, firmó por el CDA Navalcarnero de la Segunda Federación.
En la temporada 2023-24, firmó por la AD Mérida de la Primera Federación.
El 12 de febrero de 2024, firmó por el AC Oulu de la Veikkausliiga.
El 21 de marzo de 2025, firmó por el FK Banga de la A Lyga.
En julio de 2025, firmó por el F. C. Politehnica Iași de la Liga II.

## Selección nacional
Es internacional por la selección de fútbol de Guinea Ecuatorial, con la que hizo su debut el 15 de noviembre de 2022 en un encuentro contra Namibia, que concluyó en victoria por un gol a cero.

## Clubes
| Club                                            | País      | Año           |
| ----------------------------------------------- | --------- | ------------- |
| Villanueva CF                                   | España    | 2020-2021     |
| ED Moratalaz B                                  | España    | 2021          |
| Club de Fútbol Fuenlabrada Promesas Madrid 2021 | España    | 2021-2022     |
| CDA Navalcarnero                                | España    | 2022-2023     |
| AD Mérida                                       | España    | 2023-2024     |
| AC Oulu                                         | Finlandia | 2024          |
| FK Banga                                        | Lituania  | 2025          |
| F. C. Politehnica Iași                          | Rumania   | 2025-presente |